# كأس سولهايم

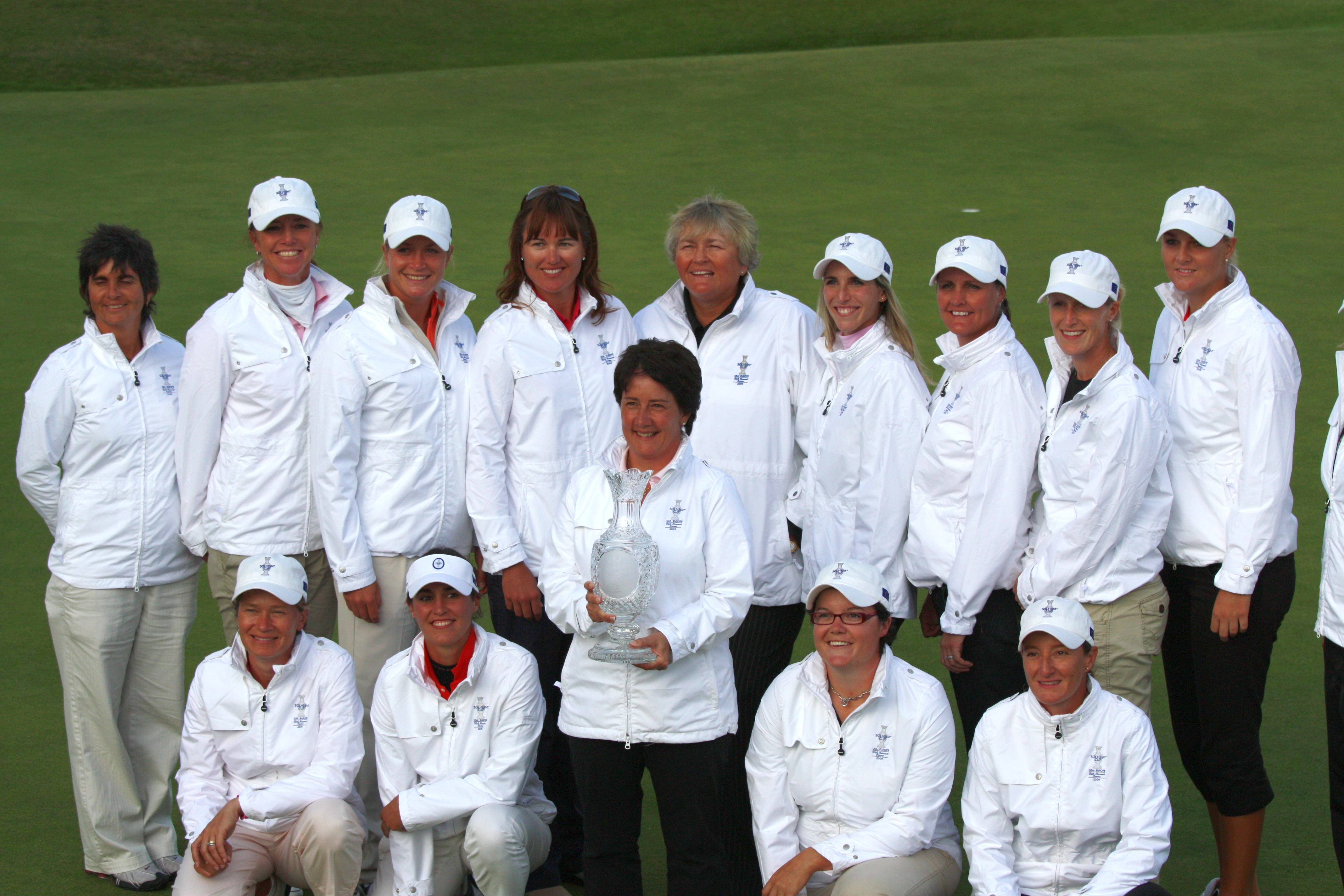

كأس سولهايم هو كل سنتين لعبة غولف البطولة للمرأة المهنية لاعبي الغولف المتنازع عليها من قبل فرق تمثل أوروبا والولايات المتحدة. ومن اسمه بعد  النرويجية - الأمريكية نادي الغولف مصنع كارستن سولهايم، الذي كان القوة الدافعة وراء إنشائها.